# Never Ending Tour 2005
Never Ending Tour 2005 es el decimoctavo año de la gira Never Ending Tour, una gira musical del músico estadounidense Bob Dylan realizada de forma casi ininterrumpida desde el 7 de junio de 1988.

## Trasfondo
El decimoctavo año de la gira Never Ending Tour comenzó con una etapa por los Estados Unidos compartiendo cartel con Merle Haggard. La gira incluyó varias residencias en diferentes ciudades como Seattle, donde ofreció tres conciertos, Portland, donde ofreció dos, Oakland (California), donde tocó dos noches, Los Ángeles (California), donde realizó cinco conciertos, y cinco eventos en Nueva York. 
Después de completar la primera etapa de la gira, Dylan comenzó una segunda etapa norteamericana compartiendo cartel con Willie Nelson, de forma similar al año anterior, que comenzó en South Fort Myers (Florida) el 25 de mayo y terminó en Saint Paul (Minnesota) el 12 de julio. Cinco días después de terminar la etapa, Dylan tocó seis conciertos en solitario en Canadá y cinco en los Estados Unidos.
A continuación, Dylan viajó a Europa, donde ofreció 31 conciertos en el espacio de dos meses, llegando a trece países y veintisiete ciudades. La gira comenzó el 17 de octubre en Estocolmo, Suecia y terminó el 27 de noviembre en Dublín, Irlanda.

## Conciertos
| Fecha                   | Ciudad           | País            | Escenario                               |
| ----------------------- | ---------------- | --------------- | --------------------------------------- |
| Norteamérica (1ª etapa) |                  |                 |                                         |
| 7 de marzo de 2005      | Seattle          | Estados Unidos  | Paramount Northwest Theatre             |
| 8 de marzo de 2005      | Seattle          | Estados Unidos  | Paramount Northwest Theatre             |
| 9 de marzo de 2005      | Seattle          | Estados Unidos  | Paramount Northwest Theatre             |
| 11 de marzo de 2005     | Portland         | Estados Unidos  | Earle Chiles Center                     |
| 12 de marzo de 2005     | Portland         | Estados Unidos  | Earle Chiles Center                     |
| 14 de marzo de 2005     | Oakland          | Estados Unidos  | Paramount Theatre                       |
| 15 de marzo de 2005     | Oakland          | Estados Unidos  | Paramount Theatre                       |
| 16 de marzo de 2005     | Oakland          | Estados Unidos  | Paramount Theatre                       |
| 18 de marzo de 2005     | Reno             | Estados Unidos  | Reno Events Center                      |
| 19 de marzo de 2005     | Paradise         | Estados Unidos  | Theatre for the Performing Arts         |
| 21 de marzo de 2005     | Los Ángeles      | Estados Unidos  | Pantages Theatre                        |
| 22 de marzo de 2005     | Los Ángeles      | Estados Unidos  | Pantages Theatre                        |
| 23 de marzo de 2005     | Los Ángeles      | Estados Unidos  | Pantages Theatre                        |
| 25 de marzo de 2005     | Los Ángeles      | Estados Unidos  | Pantages Theatre                        |
| 26 de marzo de 2005     | Los Ángeles      | Estados Unidos  | Pantages Theatre                        |
| 28 de marzo de 2005     | Denver           | Estados Unidos  | Fillmore Auditorium                     |
| 29 de marzo de 2005     | Denver           | Estados Unidos  | Fillmore Auditorium                     |
| 1 de abril de 2005      | Chicago          | Estados Unidos  | Auditorium Theatre                      |
| 2 de abril de 2005      | Chicago          | Estados Unidos  | Auditorium Theatre                      |
| 3 de abril de 2005      | Chicago          | Estados Unidos  | Auditorium Theatre                      |
| 5 de abril de 2005      | Chicago          | Estados Unidos  | Auditorium Theatre                      |
| 6 de abril de 2005      | Chicago          | Estados Unidos  | Auditorium Theatre                      |
| 8 de abril de 2005      | Milwaukee        | Estados Unidos  | Eagles Ballroom                         |
| 9 de abril de 2005      | Milwaukee        | Estados Unidos  | Eagles Ballroom                         |
| 11 de abril de 2005     | Mount Pleasant   | Estados Unidos  | Soaring Eagle Entertainment Hall        |
| 12 de abril de 2005     | Detroit          | Estados Unidos  | Detroit Masonic Temple                  |
| 13 de abril de 2005     | Buffalo          | Estados Unidos  | Shea's Performing Arts Center           |
| 15 de abril de 2005     | Boston           | Estados Unidos  | Orpheum Theatre                         |
| 16 de abril de 2005     | Boston           | Estados Unidos  | Orpheum Theatre                         |
| 17 de abril de 2005     | Boston           | Estados Unidos  | Orpheum Theatre                         |
| 19 de abril de 2005     | Newark           | Estados Unidos  | New Jersey Performing Arts Center       |
| 20 de abril de 2005     | Verona           | Estados Unidos  | Verona Events Centre                    |
| 22 de abril de 2005     | Mashantucket     | Estados Unidos  | MGM Grand at Foxwoods                   |
| 24 de abril de 2005     | Atlantic City    | Estados Unidos  | Borgata Events Center                   |
| 25 de abril de 2005     | Nueva York       | Estados Unidos  | Beacon Theatre                          |
| 26 de abril de 2005     | Nueva York       | Estados Unidos  | Beacon Theatre                          |
| 28 de abril de 2005     | Nueva York       | Estados Unidos  | Beacon Theatre                          |
| 29 de abril de 2005     | Nueva York       | Estados Unidos  | Beacon Theatre                          |
| 30 de abril de 2005     | Nueva York       | Estados Unidos  | Beacon Theatre                          |
| Norteamérica (2ª etapa) |                  |                 |                                         |
| 25 de mayo de 2005      | South Fort Myers | Estados Unidos  | Hammond Stadium                         |
| 26 de mayo de 2005      | Fort Lauderdale  | Estados Unidos  | Fort Lauderdale Stadium                 |
| 28 de mayo de 2005      | Kissimmee        | Estados Unidos  | Osceola County Stadium                  |
| 29 de mayo de 2005      | Clearwater       | Estados Unidos  | Bright House Field                      |
| 30 de mayo de 2005      | Jacksonville     | Estados Unidos  | Sam W. Wolfson Baseball Park            |
| 1 de junio de 2005      | Chattanooga      | Estados Unidos  | AT&T Field                              |
| 3 de junio de 2005      | Myrtle Beach     | Estados Unidos  | Coastal Federal Field                   |
| 4 de junio de 2005      | Savannah         | Estados Unidos  | Grayson Stadium                         |
| 5 de junio de 2005      | Birmingham       | Estados Unidos  | Regions Park                            |
| 7 de junio de 2005      | Greenville       | Estados Unidos  | Greenville Municipal Stadium            |
| 10 de junio de 2005     | Salem            | Estados Unidos  | Salem Memorial Baseball Stadium         |
| 11 de junio de 2005     | Greensboro       | Estados Unidos  | First Horizon Park                      |
| 12 de junio de 2005     | Zebulon          | Estados Unidos  | Five County Stadium                     |
| 14 de junio de 2005     | Bowie            | Estados Unidos  | Prince George's Stadium                 |
| 15 de junio de 2005     | Lakewood         | Estados Unidos  | FirstEnergy Park                        |
| 16 de junio de 2005     | Camden           | Estados Unidos  | Campbell's Field                        |
| 19 de junio de 2005     | Lancaster        | Estados Unidos  | Clipper Magazine Stadium                |
| 21 de junio de 2005     | Norwich          | Estados Unidos  | Senator Thomas J. Dodd Memorial Stadium |
| 23 de junio de 2005     | Pittsfield       | Estados Unidos  | Wahconah Park                           |
| 24 de junio de 2005     | Montclair        | Estados Unidos  | Yogi Berra Stadium                      |
| 26 de junio de 2005     | Eastlake         | Estados Unidos  | Classic Park                            |
| 28 de junio de 2005     | Nashville        | Estados Unidos  | Herschel Greer Stadium                  |
| 29 de junio de 2005     | Louisville       | Estados Unidos  | Freedom Hall                            |
| 1 de julio de 2005      | Memphis          | Estados Unidos  | AutoZone Park                           |
| 2 de julio de 2005      | Little Rock      | Estados Unidos  | Ray Winder Field                        |
| 4 de julio de 2005      | Fort Wayne       | Estados Unidos  | 40 Acre North Forty Field               |
| 6 de julio de 2005      | Tulsa            | Estados Unidos  | Drillers Stadium                        |
| 8 de julio de 2005      | Sauget           | Estados Unidos  | GCS Ballpark                            |
| 9 de julio de 2005      | Cedar Rapids     | Estados Unidos  | Veterans Memorial Stadium               |
| 10 de julio de 2005     | Schaumburg       | Estados Unidos  | Alexian Field                           |
| 12 de julio de 2005     | Saint Paul       | Estados Unidos  | Midway Stadium                          |
| 16 de julio de 2005     | Seattle          | Estados Unidos  | Benaroya Hall                           |
| Norteamérica (3ª etapa) |                  |                 |                                         |
| 17 de julio de 2005     | Victoria         | Canadá          | Save-On-Foods Memorial Centre           |
| 19 de julio de 2005     | Vancouver        | Canadá          | Orpheum                                 |
| 20 de julio de 2005     | Vancouver        | Canadá          | Orpheum                                 |
| 21 de julio de 2005     | Vancouver        | Canadá          | Orpheum                                 |
| 22 de julio de 2005     | Kelowna          | Canadá          | Prospera Place                          |
| 24 de julio de 2005     | Calgary          | Canadá          | Pengrowth Saddledome                    |
| 26 de julio de 2005     | Great Falls      | Estados Unidos  | Four Seasons Arena                      |
| 27 de julio de 2005     | Bozeman          | Estados Unidos  | Worthington Arena                       |
| 28 de julio de 2005     | Missoula         | Estados Unidos  | Adams Center                            |
| 30 de julio de 2005     | Goldendale       | Estados Unidos  | Goldendale Amphitheatre                 |
| 31 de julio de 2005     | Bend             | Estados Unidos  | Les Schwab Amphitheater                 |
| Europe                  |                  |                 |                                         |
| 17 de octubre de 2005   | Estocolmo        | Suecia          | Globe Arena                             |
| 18 de octubre de 2005   | Oslo             | Noruega         | Spektrum                                |
| 20 de octubre de 2005   | Karlstad         | Suecia          | Lofbergs Lila Arena                     |
| 21 de octubre de 2005   | Gothenburg       | Suecia          | Scandinavium                            |
| 22 de octubre de 2005   | Aalborg          | Dinamarca       | Gigantium                               |
| 24 de octubre de 2005   | Hamburgo         | Alemania        | Saal 1                                  |
| 25 de octubre de 2005   | Berlín           | Alemania        | Treptow Arena                           |
| 26 de octubre de 2005   | Hanover          | Alemania        | AWD Hall                                |
| 28 de octubre de 2005   | Róterdam         | Países Bajos    | Ahoy Rotterdam                          |
| 29 de octubre de 2005   | Oberhausen       | Alemania        | König Pilsener Arena                    |
| 30 de octubre de 2005   | Wetzlar          | Alemania        | Rittal Arena Wetzlar                    |
| 1 de noviembre de 2005  | Bruselas         | Bélgica         | Forest National                         |
| 3 de noviembre de 2005  | París            | Francia         | Le Zenith                               |
| 4 de noviembre de 2005  | Amnéville        | Francia         | Arènes de Metz                          |
| 6 de noviembre de 2005  | Erfurt           | Alemania        | Messehalle                              |
| 7 de noviembre de 2005  | Praga            | República Checa | Sazka Arena                             |
| 8 de noviembre de 2005  | Munich           | Alemania        | Zenith                                  |
| 10 de noviembre de 2005 | Boloña           | Italia          | Palamalaguti                            |
| 12 de noviembre de 2005 | Assago           | Italia          | Filaforum                               |
| 13 de noviembre de 2005 | Zúrich           | Suiza           | Hallenstadion                           |
| 15 de noviembre de 2005 | Nottingham       | Inglaterra      | Trent FM Arena                          |
| 16 de noviembre de 2005 | Manchester       | Inglaterra      | Manchester Evening News Arena           |
| 17 de noviembre de 2005 | Glasgow          | Escocia         | SE&CC                                   |
| 18 de noviembre de 2005 | Birmingham       | Inglaterra      | LG Arena                                |
| 20 de noviembre de 2005 | Londres          | Inglaterra      | Brixton Academy                         |
| 21 de noviembre de 2005 | Londres          | Inglaterra      | Brixton Academy                         |
| 22 de noviembre de 2005 | Londres          | Inglaterra      | Brixton Academy                         |
| 23 de noviembre de 2005 | Londres          | Inglaterra      | Brixton Academy                         |
| 24 de noviembre de 2005 | Londres          | Inglaterra      | Brixton Academy                         |
| 26 de noviembre de 2005 | Dublín           | Irlanda         | Point Theatre                           |
| 27 de noviembre de 2005 | Dublín           | Irlanda         | Point Theatre                           |